# السيرة العامرية (مسلسل)
السيرة العامرية هو مسلسل رمضاني بقالب فانتازي شارك فيه نجوم الدراما الليبية والعربية في سردية أدبية بقالب درامي فهو إلى جانب التقنيات البصرية تعمّد كاتبه نزار الحراري التركيز على مسألة التنوع والغنى الثقافي في المجتمع الليبي مع الخصوصية والتقارب الكبيرين في اللهجات وجغرافيا المكان بين البلدين، وتولى نزار الحراري كتابة وإخراج العمل الذي استغرق منه عاماً كاملاً بين التحضيرات وإعداد الشخصيات واختيار الألبسة والأزياء ومعاينة الأماكن التي تحاكي الوقائع التاريخية، حيث صُوِّرت كل مشاهد العمل في تونس بمشاركة أكثر من 50 ممثلاً وممثلة، قضوا عاماً كاملاً في تصوير مشاهد العمل، وقد غني أغنية مقدمة المسلسل الفنان لطفي بوشناق.

## الشخصيات والأماكن
شارك في العمل النجوم محمد عثمان وأنور البلعزي واصف الخويلدي ونضال كحلول وسند تنتوش وسعد الجازوي والفنانة جميلة المبروك وذكرى يونس وخدوجة صبري، بالإضافة للمسرحي الكبير أحمد إبراهيم، مع ظهور مميز للنجمين التونسيين كمال التواتي وأحمد الحفيان الذي مثّل وجودهما في العمل الفني إضافة لافتة.